# The Biscuit Eater (film 1940)
The Biscuit Eater è un film del 1940 diretto da Stuart Heisler.
Protagonisti del film sono Billy Lee e Cordell Hickman, il primo già affermato attore bambino del tempo, il secondo lanciato anch'egli ad un'intensa carriera proprio dal successo riscosso nel film.
Pur non immune dagli stereotipi del tempo, il film presenta una coppia interrazziale di piccoli amici, i quali, impegnati in un comune progetto di addestramento di un cane segugio, "dimenticano" le barriere sociali che li avrebbero dovuto dividere. Nato come film minore, la pellicola ebbe un inatteso successo di critica e di pubblico, tanto da essere incluso tra i migliore dieci film del 1940 al National Board of Review Awards 1940. Nel 1972 la Disney ne fece un remake, conosciuto in Italia con il titolo di Perdipiù il segugio fannullone, con protagonisti Johnny Whitaker e George Spell.

## Trama
Due ragazzini hanno così tanta fiducia in un cane che chiamano "Promise", da addestrarlo per partecipare alle prove del campionato per cani da caccia. Tra i due ragazzini (uno bianco e uno afro-americano) si sviluppa una solida amicizia. Il favorito delle gare però è "Georgia Boy," un cane allevato e addestrato dai padri dei due ragazzi. E se "Georgia Boy" non vince, entrambi i padri potrebbero perdere il lavoro.

## Produzione
Il film fu prodotto negli Stati Uniti da Paramount Pictures.

## Distribuzione
Il film fu distribuito da Paramount Pictures nelle sale cinematografiche statunitensi il 22 maggio 1940.